# Kevin Hooks
Kevin Hooks (ur. 19 września 1958 w Filadelfii) – amerykański aktor, reżyser oraz producent filmowy i telewizyjny.

## Życiorys
Urodził się w Filadelfii w stanie Pensylwania jako syn Yvonne, pracownika stanowego, i Roberta Hooksa, aktora, który zagrał w wielu filmach w latach 70., i reżysera. Ma brata  Erica. Pseudonim Kevina wśród jego przyjaciół to „King Royal”. W późnych latach siedemdziesiątych mieszkał w południowo-zachodniej części stanu Waszyngton. Uczęszczał do Potomac High School w Glassmanor, w hrabstwie Prince George’s w Maryland.
W wieku dziesięciu lat pojawił się w jednym z odcinków serialu kryminalnego ABC N.Y.P.D. (1968) pt. „Śmiertelny krąg przemocy” (Deadly Circle of Violence) u boku swojego ojca w roli detektywa Jeffa Warda, Jacka Wardena i Ala Pacino. Mając jedenaście lat wystąpił jako J.T. Gamble w uznanym telewizyjnym dramacie familijnym CBS J.T. (1969), uhonorowanym Peabody Awards, w reżyserii Roberta M. Younga, opowiadającym o troskliwym młodziku z Harlemu, który zaprzyjaźnia się z chorym kotem. Jako 14-latek zadebiutował na kinowym ekranie w roli Davida Lee Morgana w dramacie familijnym Martina Ritta Sounder (1972), za którą był nominowany do Złotego Globu jako najbardziej obiecujący nowy aktor. Od 27 listopada 1978 do 16 marca 1981 występował jako Morris Thorpe w serialu CBS Biały cień (The White Shadow) z Kenem Howardem i Timothym Van Pattenem.
W 1984 trafił na nowojorską scenę Louis Abrons Arts for Living Center jako kapral Lance w spektaklu The Hooch. W 1986 na Off-Broadwayu grał postać Nicka w przedstawieniu Jonasz i cudowny pies (Jonah and the Wonder Dog) w reżyserii Douglasa Turnera Warda.
Za reżyserię telewizyjnego dramatu historycznego TNT Fala przemocy (Heat Wave, 1990), gdzie obok Blaira Underwooda i Cicely Tyson także zagrał wielebnego Brooksa, zdobył nominację do CableACE Award. Był współreżyserem komedii romantycznej Nic osobistego (Strictly Business, 1991) z udziałem Samuela L. Jacksona i Halle Berry. Następnie zrealizował telewizyjny dramat kryminalny NBC Morderstwo bez motywu (Murder Without Motive: The Edmund Perry Story, 1992) z Carlą Gugino, Cubą Goodingiem Jr. i Georgiem Stanfordem Brownem. Wyreżyserował telewizyjny dreszczowiec CBS Nie do pokonania (Irresistible Force, 1993), w którym występują Stacy Keach i Cynthia Rothrock jako para funkcjonariuszy policji. Za reżyserię telewizyjnego biograficznego dramatu familijnego Disney Channel Kolor przyjaźni (The Color of Friendship, 2000) z Lindsey Haun, Shadią Simmons i Penny Johnson Jerald został uhonorowany nagrodą Primetime Emmy.
Był reżyserem odcinków seriali telewizyjnych takich jak Klinika w Teksasie (Cutter to Houston, 1983), Młodzi jeźdźcy (The Young Riders, 1989–1990), Doogie Howser, lekarz medycyny (Doogie Howser, M.D., 1990), Sprawiedliwi (Equal Justice, 1990–1991), Opowieści z krypty (Tales from the Crypt, 1993), Portret zabójcy (Profiler, 1997), Ostry dyżur (ER, 2000), Wbrew regułom (Philly, 2001–2002), Obława (L.A. Dragnet, 2003), Las Vegas (2003), Puls miasta (Boomtown, 2003), Bez śladu (Without a Trace, 2003–2004), Dowody zbrodni (Cold Case, 2004), Gorące Hawaje (North Shore, 2004), Nowojorscy gliniarze (NYPD Blue, 2001, 2004), Zagubieni (Lost, 2004–2005), Agentka o stu twarzach (Alias, 2005), 24 godziny (24, 2004–2005), Zaklinacz dusz (Ghost Whisperer, 2005), Lincoln Heights (2007), Skazany na śmierć (Prison Break, 2006–2008), Detektyw Monk (Monk, 2009), Kości (Bones, 2009−2013), Detroit 1-8-7 (2010–2011), Alphas (2011), Jej Szerokość Afrodyta (Drop Dead Diva, 2011–2012), Nie ma lekko (Necessary Roughness, 2011-2013), The Finder (2012), Mentalista (The Mentalist, 2012), Castle (2012-2014), Nie z tego świata (Supernatural, 2013), Żona idealna (The Good Wife, 2013), Impersonalni (Person of Interest, 2014), Agenci T.A.R.C.Z.Y. (Marvel’s Agents of S.H.I.E.L.D., 2014, 2017), Skorpion (Scorpion, 2015), Backstrom (2015), Nocna zmiana (The Night Shift, 2015), Mr. Mercedes (2017), Z Archiwum X (The X-Files, 2018), Castle Rock (2018), The Good Cop (2018), 9-1-1 (2018), Preacher (2018–2019), Orville (The Orville, 2019) i Tacy jesteśmy (This Is Us, 2019–2020).

## Życie prywatne
7 stycznia 1978 ożenił się z Reginą Brown. 24 lipca 1984 rozwiedli się. Poślubił Cheryl, z którą ma dwoje dzieci.

## Filmografia

### reżyser
- 1988: Roots: The Gift
- 1990: Fala przemocy (Heat Wave)
- 1991: Nic osobistego (Strictly Business)
- 1992: Pasażer 57 (Passenger 57)
- 1993: Nie do pokonania (Irresistible Force)
- 1996: Ścigani (Fled)
- 1998: Triumf odwagi (Glory & Honor)
- 1998: Czarny pies (Black Dog)
- 1999: Bunt (Mutiny)
- 2000: Kolor przyjaźni (The Color of Friendship)
- 2009: Skazany na śmierć: Ostatnia ucieczka (Prison Break: The Final Break)

### obsada aktorska
- 1972: Sounder jako David Lee Morgan
- 1975: Aaron Loves Angela jako Aaron
- 1978: A Hero Ain't Nothin' But a Sandwich jako Tiger
- 1979: Take Down jako Jasper MacGrudder
- 1987: Interkosmos (Innerspace) jako Duane
- 1998: Triumf odwagi (Glory & Honor) jako Sam June
- 2001: Płytki facet (Shallow Hal) jako menadżer restauracji